# ウッドフォードクイナ
ウッドフォードクイナ（Nesoclopeus woodfordi）は、ツル目クイナ科に分類される鳥類。

## 分布
- N. w. immaculatus

ソロモン諸島（サンタイサベル島）
- N. w. tertius

パプアニューギニア（ブーゲンビル島）
- N. w. woodfordi

ソロモン諸島（ガダルカナル島）

## 形態
全長30センチメートル。全身の羽衣は黒褐色で、眼上部に入る眉状の細い筋模様（眉斑）と下顎の羽衣は灰色。風切羽や雨覆には白い斑点が入る。
嘴は黒い。

## 分類
- Nesoclopeus woodfordi immaculatus
- Nesoclopeus woodfordi tertius
- Nesoclopeus woodfordi woodfordi　(Ogilvie-Grant, 1889)

## 生態
低地にある森林や湿原林に生息するが、湿性草原、果樹園で発見された例もある。飛翔することはできないと考えられている。
食性は雑食で、カエル、トカゲ、昆虫、陸棲の貝類、ミミズ、タロイモの若芽などを食べる。
亜種N. w. immaculatusは河川の近くにある茂みで巣が発見された例がある。

## 人間との関係
人為的に移入されたネコなどによる捕食により生息数は減少している。